# John Barnett (Whistleblower)
John Barnett (* 23. Februar 1962 in Mount Shasta, Kalifornien; † 9. März 2024 in Charleston, South Carolina) war ein US-amerikanischer Luftfahrtingenieur und Whistleblower. 
Barnett arbeitete, bevor er im Jahr 2017 in den Ruhestand ging, 32 Jahre lang für das US-amerikanische Luft-, Raumfahrt- und Rüstungsunternehmen Boeing. Ab 2010 war Barnett als Qualitätsmanager im Boeing-Werk in North Charleston am Bau des Langstreckenflugzeugs Boeing 787 Dreamliner beteiligt. Barnett erreichte als Whistleblower überregionale Bekanntheit. Er berichtete der BBC über zahlreiche Missstände bei Boeing; Überlastung von Personal und mangelnde Wartung der Flugzeuge. Er wies auch darauf hin, dass viele der Sauerstoffsysteme für den 787 Dreamliner infolge der genannten Missstände fehlerhaft sein könnten (Tests ergaben eine Ausfallrate von 25 %). Nachdem am 5. Januar 2024 beim Alaska-Airlines-Flug 1282 ein Türpropfen aus dem Rumpf brach, gab er weitere Warnungen zur Arbeitskultur und Flugzeugsicherheit bei Boeing heraus.
Nach seiner Pensionierung verklagte er Boeing wegen Rufschädigung. Am 9. März 2024 wurde Barnett mit einer Schusswunde in seinem Auto auf dem Parkplatz seines Hotels tot aufgefunden. Zum Zeitpunkt seines Todes befand sich Barnett zu juristischen Anhörungen im Zusammenhang mit seiner Klage in Charleston. Autopsie und ballistische Untersuchungen ergaben, dass Barnett durch Selbstmord starb. Barnett hinterließ in einem Notizbuch mit seinen Fingerabdrücken, das neben ihm auf dem Beifahrersitz des Autos gefunden wurde, einen Abschiedsbrief. In diesem teilte er mit: „Ich kann das nicht mehr tun“ und „Ich bete, dass Boeing dafür bezahlt“.
Barnetts Bruder Rodney kommentierte, John habe unter einer posttraumatischen Belastungsstörung und Angstzuständen gelitten, was auf das „feindselige Arbeitsumfeld bei Boeing“ zurückzuführen sei. Dagegen sagte eine Freundin von Barnett, dass dieser sagte, dass falls er tot aufgefunden werde, er nicht Suizid begangen habe. Im Mai 2024 wurde ein weiterer Insider von Boeing, ebenfalls ein Qualitätsprüfer und Whistleblower, tot aufgefunden. Joshua Dean starb an einer bakteriellen Infektion, die mit Antibiotika nicht zu behandeln war. Er galt zuvor als „kerngesund“.